# Oecetis angusta
Oecetis angusta là một loài Trichoptera trong họ Leptoceridae. Chúng phân bố ở vùng Indomalaya.